# Íñigo Quintero
Íñigo Quintero Dolz del Castellar (* 2001) ist ein spanischer Sänger aus A Coruña. Er wurde durch den Titel Si no estás populär, der unter anderem in der Schweiz, Österreich, Deutschland und Spanien Platz eins der Charts erreichte.

## Musik
Íñigo Quintero veröffentlichte im September 2022 über Spotify seine Single Si no estás, die vom Trennungsschmerz und der darauffolgenden Orientierungslosigkeit handelt. Der Song, der lediglich mit dem Klavier begleitet wird, blieb zunächst unbeachtet. Im September 2023, rund ein Jahr nach Veröffentlichung, ging er auf sozialen Medien wie TikTok viral und animierte zahlreiche Paare und Freunde, sich in die Arme zu nehmen und sich ihre gegenseitige Zuneigung zu bekunden. Innerhalb nur einer Woche wurde das Lied auf Spotify mehr als sechs Millionen Mal aufgerufen. Mittlerweile erhielt das Lied mehr als 560 Millionen Streams auf Spotify

## Diskografie

### EPs
| Jahr | Titel          | Höchstplatzierung, Gesamtwochen, AuszeichnungChartplatzierungen (Jahr, Titel, Platzierungen, Wochen, Auszeichnungen, Anmerkungen) | Höchstplatzierung, Gesamtwochen, AuszeichnungChartplatzierungen (Jahr, Titel, Platzierungen, Wochen, Auszeichnungen, Anmerkungen) | Höchstplatzierung, Gesamtwochen, AuszeichnungChartplatzierungen (Jahr, Titel, Platzierungen, Wochen, Auszeichnungen, Anmerkungen) | Höchstplatzierung, Gesamtwochen, AuszeichnungChartplatzierungen (Jahr, Titel, Platzierungen, Wochen, Auszeichnungen, Anmerkungen) | Höchstplatzierung, Gesamtwochen, AuszeichnungChartplatzierungen (Jahr, Titel, Platzierungen, Wochen, Auszeichnungen, Anmerkungen) | Anmerkungen                          |
| Jahr | Titel          | DE | AT | CH | UK | ES | Anmerkungen                          |
| ---- | -------------- | --- | --- | --- | --- | --- | ------------------------------------ |
| 2024 | Es solo música | — | — | — | — | ES55 (3 Wo.)ES | Erstveröffentlichung: 19. April 2024 |

### Singles
| Jahr | Titel Album                       | Höchstplatzierung, Gesamtwochen, AuszeichnungChartplatzierungen (Jahr, Titel, Album, Platzierungen, Wochen, Auszeichnungen, Anmerkungen) | Höchstplatzierung, Gesamtwochen, AuszeichnungChartplatzierungen (Jahr, Titel, Album, Platzierungen, Wochen, Auszeichnungen, Anmerkungen) | Höchstplatzierung, Gesamtwochen, AuszeichnungChartplatzierungen (Jahr, Titel, Album, Platzierungen, Wochen, Auszeichnungen, Anmerkungen) | Höchstplatzierung, Gesamtwochen, AuszeichnungChartplatzierungen (Jahr, Titel, Album, Platzierungen, Wochen, Auszeichnungen, Anmerkungen) | Höchstplatzierung, Gesamtwochen, AuszeichnungChartplatzierungen (Jahr, Titel, Album, Platzierungen, Wochen, Auszeichnungen, Anmerkungen) | Anmerkungen                                                                    |
| Jahr | Titel Album                       | DE | AT | CH | UK | ES | Anmerkungen                                                                    |
| ---- | --------------------------------- | --- | --- | --- | --- | --- | ------------------------------------------------------------------------------ |
| 2022 | Si no estás Es solo música        | DE1 (25 Wo.)DE | AT1 (19 Wo.)AT | CH1 (57 Wo.)CH | UK90 (1 Wo.)UK | ES1 ×6Sechsfachplatin · (63 Wo.)ES | Erstveröffentlichung: 23. September 2022 Charteinstieg: September/Oktober 2023 |
| 2023 | Sobredosis –                      | — | — | — | — | ES91 Gold · (1 Wo.)ES | Erstveröffentlichung: 10. Februar 2023                                         |
| 2023 | Lo Que Queda de Mí Es solo música | — | — | — | — | ES85 (1 Wo.)ES | Erstveröffentlichung: 1. Dezember 2023                                         |

Weitere Singles
- 2023: Será por ti
- 2023: Sin tiempo para bailar

## Auszeichnungen für Musikverkäufe
| Goldene Schallplatte - Dänemark - 2024: für die Single Si no estás - Griechenland - 2023: für die Single Si no estás 2× Platin-Schallplatte - Italien - 2024: für die Single Si no estás | 6× Platin-Schallplatte - Portugal - 2025: für die Single Si no estás Diamantene Schallplatte - Frankreich - 2024: für die Single Si no estás |

Anmerkung: Auszeichnungen in Ländern aus den Charttabellen bzw. Chartboxen sind in ebendiesen zu finden.
| Land/RegionAuszeichnungen für Musikverkäufe (Land/Region, Auszeichnungen, Verkäufe, Quellen) | Gold     | Platin       | Diamant  | Verkäufe | Quellen             |
| -------------------------------------------------------------------------------------------- | -------- | ------------ | -------- | -------- | ------------------- |
| Dänemark (IFPI)                                                                              | Gold1    | —            | —        | 45.000   | ifpi.dk             |
| Frankreich (SNEP)                                                                            | —        | —            | Diamant1 | 333.333  | snepmusique.com     |
| Griechenland (IFPI)                                                                          | Gold1    | —            | —        | 10.000   | Einzelnachweise     |
| Italien (FIMI)                                                                               | —        | 2× Platin2   | —        | 200.000  | fimi.it             |
| Portugal (AFP)                                                                               | —        | 6× Platin6   | —        | 60.000   | Einzelnachweise     |
| Spanien (Promusicae)                                                                         | Gold1    | 6× Platin6   | —        | 390.000  | elportaldemusica.es |
| Insgesamt                                                                                    | 3× Gold3 | 14× Platin14 | Diamant1 |          |                     |